# Юшкевич, Екатерина Алексеевна
Екатерина Алексеевна Юшкевич (род. 26 декабря 2000, Гомель) — первая в истории белорусская спортсменка, чемпионка мира по Кёкусинкай—карате 2023 и двукратная чемпионка мира по Всестилевое каратэ 2022,
двукратная чемпионка Кубка Мира KWU 2019 и 2022, чемпионка Европы KWF (Португалия) 2019, чемпионка Америки KWF 2020, Абсолютного Чемпионата Японии KAN 2023, чемпионка Евразии 2023, двукратная чемпионка Первенства Мира KAN 2017 и KWF 2018, двукратная серебряная призёрша Первенства Мира KWU 2016 и 2018 , бронзовый призер Чемпионата Европы KWU 2021, победитель Абсолютного Первенства Японии KAN 2018.
1 дан - аттестована в Японии, г.Токио 2018
2 дан - аттестована в Японии, г.Токио 2023
Студентка Российский университет спорта «ГЦОЛИФК»
Бакалавриат - Кафедра восточных Боевых Искусств 2018-2022
Магистратура  - Кафедра менеджмента и экономики спортивной индустрии им. В.В. Кузина 2022 - по сей день.

Первый в истории Амбассадор Московских Спортивных Студенческих Игр (МССИ) .
Первая в истории Мисс Московских Спортивных Студенческих Игр (МССИ) .
Является профессиональной и подиумной моделью с 2004 года по сей день.